# キュウ
キュウは、タイタン所属のお笑いコンビ。M-1グランプリ2022ファイナリスト。

## メンバー
清水 誠（しみず まこと、1984年2月23日 - ）（41歳）
ツッコミ担当、立ち位置は向かって右。
- 愛知県岡崎市出身。近畿大学理工学部卒業。
- 身長165cm、体重58kg。血液型B型。
- 8個上と10個上の兄と姉が1人ずついる。
- 教師一家である。
- 結成初期の頃は前髪を下ろしていたが、2022年以降七三分けになっている。
- 大学4回生に進級した時点で単位は卒業単位に満たしていたため、4回生の時に元々希望していたNSC大阪校に通いながら大学の卒業研究やサークルの部活動をやり遂げて卒業。
- 大学の単位はほぼ主席に近い成績であった。
- NSC大阪校28期出身。オーディションに受からない日々が続いたことで、一旦は芸人を諦めて役者活動をするために上京する。しかし再びお笑いの道を進みたいと思い直し、大阪時代に知り合った新城長秀と「ペンタゴン」を結成する（2012年に解散）。
- 特技は空手、瞬時に涙を流せること。

ぴろ（1986年5月4日 - ）（39歳）
ボケ・ネタ作り担当、立ち位置は向かって左。
- 愛知県尾張旭市出身。名古屋中学校・高等学校卒業、南山大学総合政策学部卒業。
- 本名：林 正浩（はやし まさひろ）。
- 身長174cm、体重64kg。血液型B型。左利き。
- 3つ上の姉が1人いる。
- 元々漫画家を目指していたが、25歳の時に挫折して芸人を目指すようになる。
- 以前は「サニー」（旧コンビ名：ポークハウス）として活動。2013年解散。
- 特技はイラスト、ポテトチップスをいい音を立てて食べること。

## 略歴
元々は別のコンビで活動しており、先輩と後輩の関係だった。清水がぴろの自宅近くへ引っ越してきたことにより仲良くなる。
2012年にペンタゴン解散後、清水はピン芸人で活動。2013年にサニーは解散。2013年5月に「Q」を結成。コンビ名の由来は、2人が共通で好きなMr.Childrenのアルバム「Q」から取った。ファンの間では最高傑作とも問題作とも称されるアルバムで、そういう賛否両論分かれる芸人になりたい思いから名付けた。「Q」は2014年11月解散。その後の清水は再びピンとして活動し、ぴろは「イエティ」を結成するも2015年4月に解散。
2015年5月、「キュウ」として再結成。表記を改めたのは「Q」だとエゴサーチがしづらかったから。ペンタゴンとサニーの両コンビともSMA NEET Projectに所属していたが、2016年10月に退社。それまでは賞レース向けにネタを量産していたが、この頃から単独公演に力を入れるようになる。以降はフリーとして活動。その後、オフィス北野主催「フライデーナイトライブ」のチャレンジコーナーに参加。所属審査会にて史上初の支持率100%を獲得し、2017年11月にはオフィス北野への所属が決まる。
オフィス北野の業務縮小報道を受けて2018年5月に退社、9月から現在のタイタン所属となる。タイタンに所属が決まる経緯について、本人たちは「タイタンライブに出るためのネタ見せに行き、その際は選考に落ちたが、しばらくして河本太（ウエストランド）経由でタイタンのチーフマネージャーから連絡が来た」「会ってみたら、なぜかもう所属するテイで話が始まったので、僕らとしては理解ができなくて」と語っており、最初は「ドッキリかと思ってました」という。

## エピソード
M-1グランプリ2022における「キュウの奇跡」
2022年、M-1グランプリ2022で結成9年にして初の決勝進出を果たす。9番目に登場し、「全然違うもの」のネタを披露。午後9時9分にネタが終わり、最終順位は9位になるなど、コンビ名のキュウにまつわることが続き話題になった。
さらに同大会のエントリーナンバー「3402」の各位の数字の和は9（3+4+0+2=9）になり、大会開催日の2022年12月18日の各位の数字をすべて足した上で十の位と一の位を足すと9（2+0+2+2+1+2+1+8=18、1+8=9）になる。また、M-1グランプリ2022の放送終了後に行われた「M-1打ち上げ」で、飲んでいた-196℃ ストロングゼロの度数が9%であることも話題になり、これによりM-1に関わる9が9個集まった。GYAO!の三連単順位予想でキュウは9位だった。

## 出囃子
- Mr.Children「タイムマシーンに乗って」

## 芸風
主に漫才で、スローテンポなしゃべくり漫才がメイン。
代表的なフレーズに「めっちゃええやん!」がある。ぴろが明らかに問題のある提案をして、清水が大きく目を見開きゆっくりした口調で「めっちゃええやん!」と肯定しながらツッコむ。その他にもWボケのスタイルや、スタンダードに強く早口でツッコむスタイルをとることもある。清水が関西弁を用いるのは「めっちゃええやん!」のネタを演じる時のみである。
「めっちゃええやん!」は、全く羨ましくないことを肯定するネタであったが、当初の客からの反応は芳しくなかった。清水はその反応を受けてこのネタを嫌になったが、ぴろはむしろこのネタを継続したいと主張。作り直すことにした結果、「めっちゃええやん!」「全然知らんやん」というセリフが生まれ、最終的に「めっちゃええやん!」に落ち着くこととなった。それから3、4年は同じネタを作り続けたという。

## 賞レース成績

### Mｰ1グランプリ
| 年度（回）       | 結果         | エントリー No. | 備考                               |
| ---------------- | ------------ | -------------- | ---------------------------------- |
| 2015年（第11回） | 3回戦進出    | 269            |                                    |
| 2016年（第12回） | 3回戦進出    | 221            |                                    |
| 2017年（第13回） | 3回戦進出    | 2102           |                                    |
| 2018年（第14回） | 準々決勝進出 | 2154           |                                    |
| 2019年（第15回） | 3回戦進出    | 2506           |                                    |
| 2020年（第16回） | 準決勝進出   | 307            | 敗者復活戦13位                     |
| 2021年（第17回） | 準決勝進出   | 4379           | 敗者復活戦16位                     |
| 2022年（第18回） | 決勝9位      | 3402           | 決勝キャッチフレーズ「ノーリアル」 |
| 2023年（第19回） | 準々決勝進出 | 4035           |                                    |
| 2024年（第20回） | 準々決勝進出 | 6900           |                                    |

### その他
- 2015年 キングオブコント - 1回戦敗退[24]
- 2017年 R-1ぐらんぷり（清水のみ出場） - 2回戦進出
- 2019年 Mr.ドーナツ伝説 咳暁夫のD-1グランプリ - 優勝[25]
- 2021年
  - ツギクル芸人グランプリ - 決勝進出
  - マイナビ Laughter Night 第7回グランドチャンピオン大会 - 決勝進出
- 2022年 ツギクル芸人グランプリ - 決勝進出

## 出演

### テレビ
- そろそろ にちようチャップリン（テレビ東京、2018年11月3日、2020年9月19日）
- 本能Z（CBCテレビ、2019年1月9日）
- ネタパレ（フジテレビ、2019年2月15日）
- 前略、西東さん（中京テレビ、2019年6月29日）
- 芸人報道（日本テレビ、2020年1月7日）清水のみ
- 有田ジェネレーション（TBSテレビ、2020年3月9日）
- 有吉の壁（日本テレビ、2023年1月11日、2023年5月24日）
- 太田上田（中京テレビ、2023年2月14日）

### テレビドラマ
- the波乗りレストラン（日本テレビ、2008年） - 清水のみ[26]
- 浅草ラスボスおばあちゃん 第6話（2025年8月9日、東海テレビ・フジテレビ） - チンピラ 役（清水）[27]

### ネットラジオ
- キュウの実りのある放送（GERA放送局、2020年1月12日 - 2021年11月12日）
- キュウのオールナイトニッポンPODCAST（ニッポン放送、2023年2月）[28]

### ラジオ
- マイナビ Laughter Night（TBSラジオ、2018年3月9日[29]・12月7日[30]、2019年2月15日[31]・4月12日[32]・10月11日[33]・2020年1月24日[34]・7月3日[35]・10月23日[36]・2021年1月29日[37]）
- God Bless Saturday（FMヨコハマ、2019年1月12日）
- 24時のハコ（TBSラジオ、2022年1月）
- 火曜JUNK爆笑問題カーボーイ（TBSラジオ、2022年1月11日）
- キュウ空想の間（CBCラジオ、2023年10月4日[38]- ）

### ウェブテレビ
- スピードワゴンの月曜The NIGHT（2018年6月12日ほか、AbemaTV） - コンビでの出演のほか、ぴろ単独で出演したことも多数[39]
- オレオレオブ・ザ・デッド(調布市観光協会(公式)YouTube、2024年3月11日)  - 清水のみ

### 映画
- ガチバンII 最凶決戦（2008年） - 清水のみ[26]
- 怪獣ヤロウ!（2025年） - 洋服屋の店主 役（清水のみ）

### CM
- グリコ ポッキー - 清水のみ[26]

### 単独ライブ
- 単独公演「キュウの新ことわざ辞典」（2018年4月27日、関交協ハーモニックホール）[40]
- 第1回単独めっちゃええやん「キュウのめっちゃええやん×めっちゃええやん 〜めっちゃええやん〜」（2018年7月13日、しもきた空間リバティ）
- 第2回単独公演「時空無きモノ」（2018年12月14日、関交協ハーモニックホール）[41]
- 第3回単独公演「猫の噛む林檎は熟能く拭く」（2019年8月6日、座・高円寺2）[42]
- 第4回単独公演「猿の話〜風は吹かぬが桶屋も儲かる〜」（2019年12月23日、座・高円寺2）
- 第5回単独公演「ヒーローは遅れて飛んでくる」（2020年8月31日[注 2]、座・高円寺2）( 街裏ぴんく漫談独演会 「救世主」との遠隔ツーマン[43])
- 第6回単独公演「トルマキハトオ」（2021年5月12日・13日、座・高円寺2）
- 第7回単独公演「最下位」（2022年8月17日・18日、座・高円寺2）[44]
- 第8回単独公演「初期の告辞」（2023年9月7日・20日、座・高円寺2　14日、朝日生命館　15日、昭和文化小劇場）
- 第9回単独公演「Q」（2024年8月8日・16日、座・高円寺2　12日、朝日生命館8階朝日生命ホール　13日、今池ガスビル9階今池ガスホール）